# SN 2002N
SN 2002N – supernowa odkryta 9 stycznia 2002 roku w galaktyce A022751+0028. W momencie odkrycia miała maksymalną jasność 23,20m.